# Campeonato Panamericano de Judo de 1956
El II Campeonato Panamericano de Judo se celebró en La Habana (Cuba) entre el 15 y el 21 de abril de 1956 bajo la organización de la Unión Panamericana de Judo.
En total se disputaron seis pruebas diferentes, todas ellas en la categoría masculina.

## Resultados

### Masculino
| Evento            | Oro                              | Plata                        | Bronce |
| ----------------- | -------------------------------- | ---------------------------- | ------ |
| 1.er kyu          | Luis Alberto Mendoza · Brasil    | Charles Lomas Estados Unidos | —      |
| 1.er dan          | Milton Rossi · Brasil            | Tim Dalton Estados Unidos    | —      |
| 2.º dan           | Lavern Raab Estados Unidos       | Shunji Hinata · Brasil       | —      |
| 3.er dan          | Frank Lescezynski Estados Unidos | Masaioshi Kawakami · Brasil  | —      |
| 4.º dan           | Hikari Kurashi · Brasil          | Kenzo Uyeno Estados Unidos   | —      |
| Categoría abierta | John Osako Estados Unidos        | Masaioshi Kawakami · Brasil  | —      |

## Medallero
| Núm. | País           | Oro | Plata | Bronce | Total |
| ---- | -------------- | --- | ----- | ------ | ----- |
| 1    | Brasil         | 3   | 3     | 0      | 6     |
| 1    | Estados Unidos | 3   | 3     | 0      | 6     |
|      | TOTAL          | 6   | 6     | 0      | 12    |